# 任秀荣
任秀荣（1958年—），河南上蔡人，汉族，中华人民共和国政治人物、第十二届全国人民代表大会河南地区代表。
毕业于河南农业大学农学专业。2013年，担任全国人大代表。